# Soria (provincie)
Soria is de meest oostelijke provincie van de autonome regio Castilië en León.
De provincie grenst aan La Rioja, Zaragoza, Guadalajara, Segovia en Burgos.
Soria is met een dichtheid van ongeveer 9 inwoners/km² de dunstbevolkte Spaanse provincie. Ongeveer veertig procent van de bevolking (88.796 (2021)) woont in de hoofdstad Soria.
De provincie is beroemd om schapenvlees, lamsvlees en worsten (embutidos). Veel bewoners zijn weggetrokken naar andere delen van Spanje waar makkelijker werk te vinden is. Vanwege de bossen en de bergen (de Castiliaanse Meseta, een verhoogd plateau) is het wel een populair vakantiegebied; vroegere bewoners hebben vaak een tweede woning in deze provincie. Bewoners met land grenzend aan een bos, en dat is vrijwel overal, hebben jaarlijks recht op een deel van de houtkap. De rivier Duero ontspringt in en stroomt door de provincie.

## Bestuurlijke indeling
De provincie Soria bestaat uit 10 comarca's die op hun beurt uit gemeenten bestaan. De comarca's van Soria zijn:
- Almazán
- Berlanga
- Tierras del Burgo
- Campo de Gómara
- El Valle
- Pinares
- Soria
- Tierras Altas
- Moncayo
- Tierra de Medinaceli

Zie voor de gemeenten in Soria de lijst van gemeenten in provincie Soria.

## Demografische ontwikkeling
Bron: INE
Opm: Bevolkingscijfers in duizendtallen
Ávila · Burgos · León · Palencia · Salamanca · Segovia · Soria · Valladolid · Zamora